# William Hague
William Jefferson Hague, Baron Hague van Richmond (Rotherham, Engeland, 26 maart 1961) is een Brits politicus van de Conservative Party. Hij was Partijleider van de Conservative Party van 1997 tot 2001. In 2024 werd hij verkozen tot Chancellor van de Universiteit van Oxford.
Hague was tussen 1997 en 2015 een van de belangrijkste politici van de Conservative Party. Hij was minister voor Wales in het Kabinet-Major II van 1995 tot 1997 en was Partijleider van de Conservative Party en Oppositieleider in het Lagerhuis van 1997 tot 2001. Hij was secondant van David Cameron van 2005 tot 2015 en was in het Kabinet-Cameron I First Secretary of State van 2010 tot 2015, minister van Buitenlandse Zaken van 2010 tot 2014 en Leader of the House of Commons van 2014 tot 2015. 

## Carrière
Hague, de zoon van een frisdrankfabrikant, ging naar school in Wath-upon-Dearne. Als zestienjarige gaf hij in 1977 zijn eerste toespraak voor het congres van de Tories. Hij studeerde filosofie, politiek en economie aan het Magdalen College van de Universiteit van Oxford, alwaar hij voorzitter van de Oxford University Conservative Association en de Oxford Union was. Vervolgens behaalde hij nog een diploma aan het INSEAD.
Hij kwam in 1987 zonder succes op voor het kiesdistrict Wentworth, maar werd in 1989 verkozen in de tussentijdse verkiezing voor Richmond in Yorkshire. Reeds in 1990 werd hij Parliamentary Private Secretary onder financiënminister Norman Lamont. In 1994 werd hij minister van staat met verantwoordelijkheid voor sociale zekerheid en mindervaliden, en in 1995 voor Wales. Hij ontmoette zijn vrouw, Ffion Jenkins, op het Welsh Office.
In 1997, na de verkiezingsnederlaag van de Tories tegen Labour, volgde Hague John Major op als partijvoorzitter, waarbij hij Kenneth Clarke en Michael Howard versloeg. Als oppositieleider voerde hij een campagne onder het motto listening to Britain, geïnspireerd op de doctrine van het compassionate conservatism. Hij had weinig succes in de opiniepeilingen; zijn benoeming van Michael Portillo tot schaduwminister voor financiën leidde tot een meningsverdeeldheid in de partij betreffende het minimumloon en de onafhankelijkheid van de Bank of England, twee speerpunten van Labour.
Hague gold steeds sterker als een schertsfiguur door toedoen van een aantal pijnlijke PR-blunders. Zo zei hij dat hij als tiener „tot 14 pinten bier per dag“ dronk, en op een speech voor het partijcongres in 2001 zei hij dat Groot-Brittannië in wezen „het buitenland” aan het worden was, maar dat men dat niet mag zeggen aangezien men dan van xenofobie beschuldigd wordt. Deze toespraak schaadde zijn reputatie aanzienlijk. Na de verkiezingen van 2001 behaalden de Tories een winst van welgeteld één zetel, en Hague liet het voorzitterschap voor wat het was. Hij werd opgevolgd door Iain Duncan Smith.
Hague steunde de kandidatuur van Lord Archer voor het ambt van Burgemeester van Londen, ofschoon die op dat moment al tegen een spoedige gevangenisstraf aankeek. Hague gaf later toe, in Have I Got News For You, dat dit zijn grootste politieke flater was geweest. Toen het schandaal van Archers meineed uitlekte, zag Hague zich genoodzaakt hem voor vijf jaar uit de partij te gooien.
Onder het leiderschap van David Cameron treedt Hague als plaatsvervangend partijvoorzitter op. Op 6 december 2005 gaf hij een voordracht in Brussel, waar hij ijverde voor het terugtrekken van de Conservative Party uit de formatie van de Europese Volkspartij en Europese Democraten. Hij voerde de titel First Secretary of State, die meer eervol is dan dat hij echt macht geeft, maar wel aantoonde dat hij na David Cameron de belangrijkste minister in het kabinet was. Op 30 maart 2015 verliet Hague het parlement.

## Verbale gaven
Ongeacht het feit dat Hague als politiek figuur bij het publiek ongeloofwaardig overkwam, werd hij zeer sterk gewaardeerd om zijn retorisch talent. In de Commons had hij geregeld de lachers op zijn hand; zijn toespraken hadden een hoge amusementswaarde. Nadat hij als partijvoorzitter was afgetreden, begon hij tegen betaling als gelegenheidsspreker op allerlei soorten vergaderingen op te treden en werkte hij als consultant. Naar schatting verdiende hij met deze activiteiten bijna een miljoen pond. Bij zijn aantreden als schaduwminister van Buitenlandse Zaken aanvaardde hij een salarisverlaging van ongeveer £ 600.000. The Spectator kende hem in 2007 de prijs voor 'speech van het jaar' toe.

## Publicaties
In 2004 schreef Hague een biografie van William Pitt de Jongere, die uitstekend onthaald werd en in 2005 door de British Book Awards tot geschiedenisboek van het jaar werd uitgeroepen. Zijn tweede boek, een biografie van William Wilberforce, kwam op de shortlist van de Orwell Prize. In 2008 won hij de Trustees Prize op de Longman/History Today Awards.
- Bibsys: 9019373
- Bibliothèque nationale de France: cb156017889 (data)
- CiNii: DA16226534
- Gemeinsame Normdatei: 123223970
- International Standard Name Identifier: 0000 0000 8415 7275
- Library of Congress Control Number: n99009957
- MusicBrainz: 0ac8f44d-90e7-4032-864a-9c7d0e839641
- Nationale Bibliotheek van Tsjechië: xx0042835
- Nationale Bibliotheek van Israël: 987007296279905171
- Nationale en Universitaire bibliotheek Zagreb: 000564931
- Nederlandse Thesaurus van Auteursnamen: 159152208
- Système universitaire de documentation: 084364122
- Virtual International Authority File: 119866788
- WorldCat: E39PBJkCXw6HpPgMmjhRFmpdcP